# Giro de Lombardía 1910
El Giro de Lombardía 1910, la 6.ª edición de esta clásica ciclista, se disputó el 6 de noviembre de 1910, con un recorrido de 266 km entre Milán y Como. El vencedor final fue el italiano Giovanni Micheletto, que se impuso en la línea llegada al italiano Luigi Ganna y al francés Luigi Bailo, que acabaron segundo y tercero respectivamente.

## Clasificación final
| Posición | Ciclista            | Equipo            | Tiempo     |
| -------- | ------------------- | ----------------- | ---------- |
| 1        | Giovanni Micheletto | Stucchi           | 8h 35' 32" |
| 2        | Luigi Ganna         | Atala-Continental | m. t.      |
| 3        | Luigi Bailo         | Individual        | + 4' 00"   |
| 4        | Domenico Cittera    | Legnano           | + 6' 00"   |
| 5        | Carlo Galetti       | Atala-Continental | + 11' 00"  |
| 6        | Guido Matteoni      | Individual        | m. t.      |
| 7        | Emilio Chironi      | Otav-Pirelli      | + 21' 00"  |
| 8        | Luigi Azzini        | Legnano           | m. t.      |
| 9        | Battista Danesi     | Atala-Continental | + 25' 00"  |
| 10       | Giuseppe Dilda      | Individual        | + 30' 00"  |